# Vojta Beneš
Vojta Beneš (vlastním jménem Vojtěch Beneš; 11. května 1878 Kožlany – 20. listopadu 1951 South Bend) byl československý politik, člen prvního československého odboje a tajného spolku Maffie, a meziválečný i poválečný poslanec Národního shromáždění za Československou sociálně demokratickou stranu dělnickou. Byl bratrem prezidenta Edvarda Beneše a Václava Beneše.

## Biografie
Vojta Beneš (pokřtěn jako Vojtěch) se narodil v Kožlanech na severním Plzeňsku jako syn (8. dítě) rolníka Matěje Beneše (1843–1910), původem z Tříman, a jeho manželky Anny Petronily, roz. Benešové (1840–1909). Maturoval na učitelském ústavu v Praze. V období let 1897–1908 byl pedagogem na obecné škole v Čakovicích, od roku 1908 učil na měšťanské škole v Brandýse nad Labem. V letech 1911–1914 pracoval na českých krajanských školách v USA. Krátce před začátkem první světové války se vrátil do vlasti. V létě roku 1915 ale opět odjel do USA. Zapojil se do československého odboje (tajný spolek Maffie) a agitoval ve prospěch zahraničního exilu mezi krajany. Do Československa se vrátil roku 1919. V roce 1920 vystoupil z římskokatolické církve a zůstal bez vyznání. V letech 1919–1920 zastával funkci ředitele měšťanské školy v Brandýse nad Labem, v období let 1920–1922 byl okresním školním inspektorem v Praze a od roku 1922 do roku 1925 zemským školním inspektorem v Čechách. Působil jako místopředseda Československé obce legionářské. Byl též předsedou Zemského ústředí péče o mládež v Čechách a funkcionářem Svazu československého učitelstva, přičemž v letech 1928–1932 byl jeho předsedou. Angažoval se v přípravě reformy československého školství. Vydal četné odborné studie na téma organizace učitelské práce.
Členem sociální demokracie byl od roku 1897, v rámci sociální demokracie vydával měsíčník Červánky. Plně se zapojil do politiky po vzniku Československa. V parlamentních volbách v roce 1925 získal poslanecké křeslo v Národním shromáždění. Mandát v parlamentních volbách v roce 1929 obhájil. V parlamentních volbách v roce 1935 získal senátorské křeslo v Národním shromáždění. V senátu setrval do října 1936, kdy se vzdal mandátu a nastoupil místo něj František Müller.
Během druhé světové války opět odešel do USA. Po válce ještě zasedal v letech 1946–1948 v Ústavodárném Národním shromáždění. Během únorového převratu roku 1948 vyzýval svého bratra Edvarda k razantnějšímu postoji ke komunistickému tlaku. V březnu 1948 rezignoval na poslanecký post a odešel opět do exilu. Po smrti byly jeho ostatky převezeny do Prahy a uloženy do hrobky na Střešovickém hřbitově (v jihovýchodním koutě u zdi) v Praze 6.
Byl ženatý a měl čtyři děti. Syn Václav Ladislav Beneš (1910–1972) byl profesorem politických věd na Indiana University Bloomington. Starší dcera Hana Klenková (rozená Jana Benešová) byla spisovatelkou. Synovec Bohuš (1901–1977) byl diplomatem a novinářem, jeho dcerou je sochařka Emilie Benes Brzezinski, manželka Zbigniewa Brzezinského.

## Pamětní deska na vinořské faře

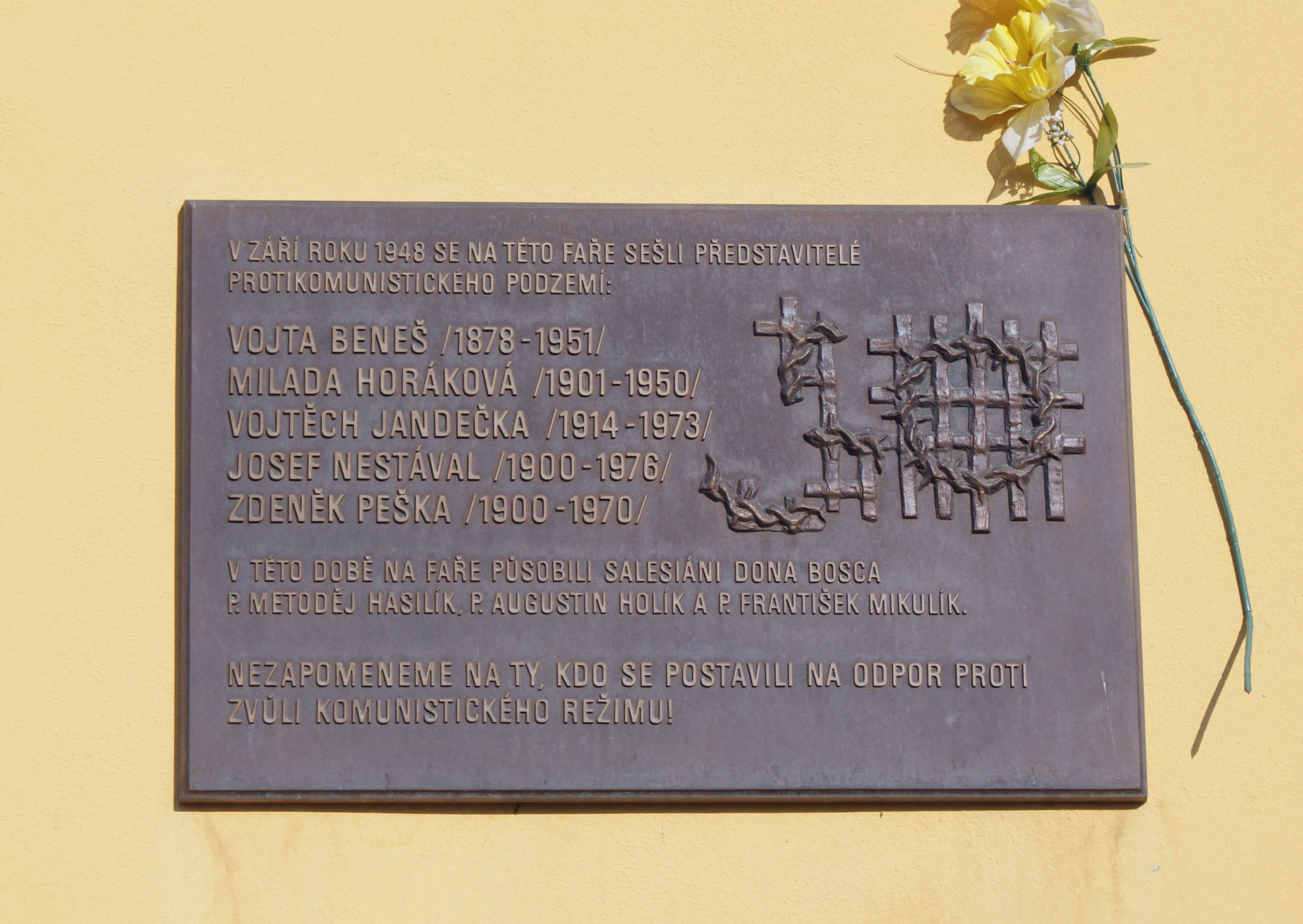
Pamětní deska na vinořské faře

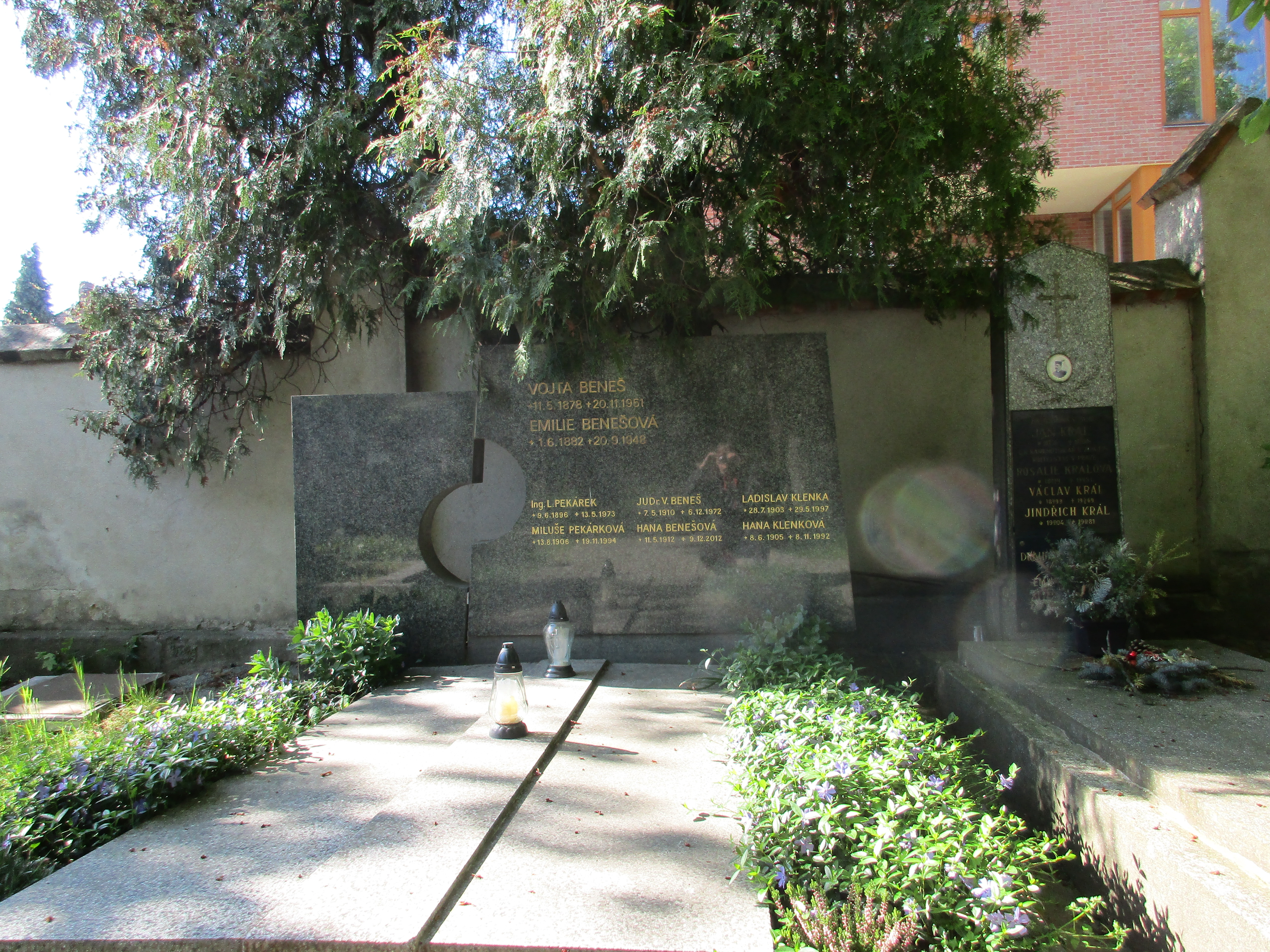
Hřbitov Střešovice - hrob politika a poslance Vojty Beneše, bratra prezidenta Edvarda Beneše

Pamětní deska se symbolickým reliéfem na budově vinořské fary připomíná protikomunistický odboj. Je věnována JUDr. Miladě Horákové, Vojtovi Benešovi, Vojtěchu Jandečkovi, Josefu Nestávalovi, Zdeňku Peškovi a řádovým kněžím. Deska byla odhalena 24. října 2002 a nachází se vpravo od vchodu do farního úřadu ve Vinoři na adrese: Vinořské náměstí 16, 190 17 Praha 9. (GPS souřadnice: 50°08′35″ s. š., 14°34′48″ v. d.) Výše jmenovaní bývalí funkcionáři českých nekomunistických stran (Horáková a Nestával za národní socialisty a zároveň byli i členy národněsocialistické „politické šestky“; Beneš a Peška za sociální demokraty; Jandečka za stranu lidovou) se zde sešli dne 25. září 1948, aby projednali otázku možné koordinace politických aktivit jednotlivých stran. Jediný závěr, ke kterému dospěli, bylo konstatování, že každá strana bude i nadále vyvíjet politickou činnost samostatně a vzájemné informování bude probíhat v individuální rovině. Tato vinořská schůzka byla jedním z ústředních bodů konstrukce a posléze i obžaloby v procesu, v němž byli komunistickým režimem odsouzeni: Milada Horáková, Josef Nestával a Zdeněk Peška (Vojtěch Jandečka byl zatčen a souzen se skupinou funkcionářů spolku Orel, Vojta Beneš odešel na jaře 1949 do exilu). Řádový dům salesiánů Dona Bosca ve Vinoři byl zlikvidován komunistickým režimem (v noci ze 13. na 14. dubna 1950) v rámci tzv. Akce K spolu s dalšími kláštery a mužskými řeholními řády.
V ZÁŘÍ ROKU 1948 SE NA TÉTO FAŘE SEŠLI PŘEDSTAVITELÉ 
 PROTIKOMUNISTICKÉHO PODZEMÍ: 
 
 VOJTA BENEŠ (1878–1951) 
 MILADA HORÁKOVÁ (1901–1950) 
 VOJTĚCH JANDEČKA (1914–1973) 
 JOSEF NESTÁVAL (1900–1976) 
 ZDENĚK PEŠKA (1900–1970) 
 
 V TÉTO DOBĚ NA FAŘE PŮSOBILI SALESIÁNI DONA BOSCA 
 P. METODĚJ HASILÍK, P. AUGUSTIN HOLÍK A P. FRANTIŠEK MIKULÍK. 
 
 NEZAPOMENEME NA TY, KDO SE POSTAVILI NA ODPOR PROTI 
 ZVŮLI KOMUNISTICKÉHO REŽIMU! 
pamětní deska